# Маньяра (озеро)
Маньяра — озеро, расположенное в области Аруша на севере Танзании. Находится у основания рифтовой долины на высоте 600 метров. Длина озера — 50 км, ширина — 16 км. Озеро находится на пути туристов из областного центра Аруша к кратеру Нгоронгоро и национальному парку Серенгети.

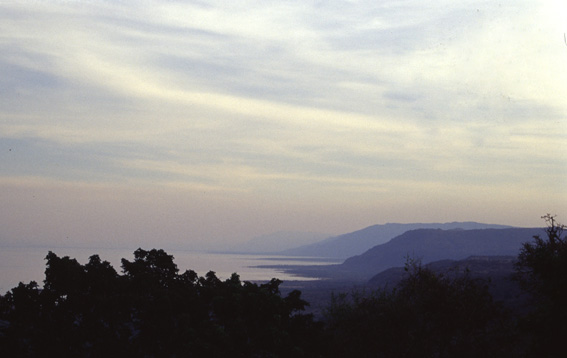
Закат на озере Маньяра.

Озеро образовалось более двух миллионов лет назад, когда потоки воды заполнили низины после формирования Великой Рифтовой Долины. Название озеру и местности вокруг него дало растение молочай тирукалли, или каучуковый молочай, которое использовалось народом масаи для строительства жилища. На языке масаи растение называется «emanyara».
Озеро содержит большие запасы соли и фосфата. Побережье озера включает пять растительных зон. Животный мир разнообразен. На берегу озера обитают буйволы, слоны, львы, леопарды, носороги и большое количество птиц. Щелочные воды озера привлекают более 400 видов птиц, включая розовых фламинго, аистов, цапель.
В местах, где рифт близко подходит к озеру, расположены горячие источники. В год в среднем выпадает 650 мм осадков. В засушливые годы озеро почти полностью высыхает. Сезон дождей разбит на две части: с ноября по декабрь и с февраля по апрель. Средняя годовая температура — 22 °C.
Эрнест Хемингуэй назвал озеро самым прекрасным из того, что он видел в Африке («англ.  the loveliest I had seen in Africa »). На озере находится национальный парк и биосферный резерват Лейк-Маньяра.
|          |               |                   |
| Бегемоты | Нильский гусь | Импалы и пеликаны |